# Stazione di Sant'Olcese Tullo
La stazione di Sant'Olcese Tullo è una stazione ferroviaria della ferrovia Genova-Casella, gestita dall'Azienda Mobilità e Trasporti di Genova (AMT). Si trova nel territorio comunale di Sant'Olcese, nella città metropolitana di Genova.
La stazione è situata a un'altitudine di 390,24 metri sul livello del mare.

## Strutture e impianti

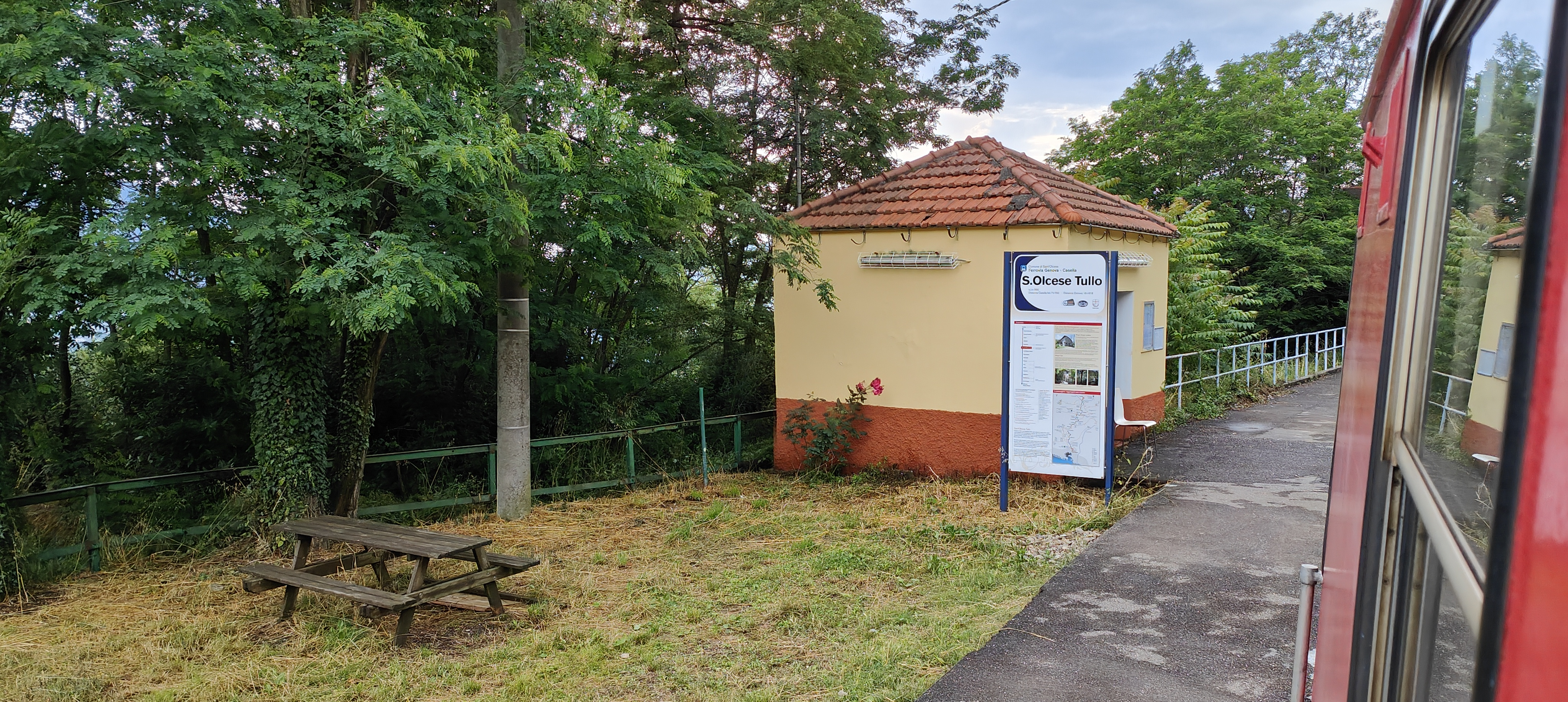
Stazione di Sant'Olcese Tullo

La stazione è a doppio binario.

## Movimento
La stazione è servita da tutti i treni regionali che percorrono la linea Genova-Casella. Come tutte le fermate intermedie della linea, si tratta di una fermata a richiesta.